# Urdoma
Urdoma (in russo: Урдома) è una località urbana (un insediamento di tipo urbano) nel Rajon di Lensky dell'Oblast' di Arcangelo, in Russia, situato sul fiume Verkhnyaya Lupya, un affluente del Vychegda. La popolazione è di 4.577 abitanti (Censimento 2010).